# Jagel
Jagel (hebrejsky יָגֵל, v oficiálním přepisu do angličtiny Yagel) je vesnice typu mošav v Izraeli, v Centrálním distriktu, v Oblastní radě Emek Lod.

## Geografie
Leží v nadmořské výšce 38 metrů v hustě osídlené a zemědělsky intenzivně využívané pobřežní nížině. Severovýchodně od vesnice protéká Nachal Ajalon.
Obec se nachází 14 kilometrů od břehu Středozemního moře, cca 14 kilometrů jihovýchodně od centra Tel Avivu, cca 39 kilometrů severozápadně od historického jádra Jeruzalému a 3 kilometry severozápadně od města Lod. Leží v silně urbanizovaném území, na jihovýchodním okraji aglomerace Tel Avivu. Společně se sousední vesnicí Achi'ezer vytváří soubor identických, plánovitě budovaných zemědělských komunit. 2 kilometry severním směrem od mošavu se rozkládá Ben Gurionovo mezinárodní letiště. Jagel obývají Židé, přičemž osídlení v tomto regionu je etnicky převážně židovské. Pouze ve městech Lod a Ramla ležících jižně odtud je cca dvacetiprocentní menšina Arabů.
Jagel je na dopravní síť napojen pomocí místní silnice číslo 4404. Severně od mošavu probíhá podél koryta Nachal Ajalon dálnice číslo 1 z Tel Avivu do Jeruzalému. Paralelně s ní vede rovněž železniční trať. Další železniční trať míjí obec z jihozápadní strany. Nedaleko odtud, ve čtvrti Lodu Ganej Aviv, má stanici.

## Dějiny
Jagel byl založen v roce 1950. Konkrétně 27. června 1950. Jeho zakladateli byla skupina 68 židovských rodin z Iráku, respektive iráckého Kurdistánu. Původně se usídlili v prostoru, nynějšího mezinárodního letiště, později se přesunuli do současné lokality. Zpočátku se vesnice nazývala Lod Bet, současné jméno obce odkazuje na biblický citát z Knihy žalmů 14,7: „Kéž už přijde Izraeli ze Sijónu spása! Až Hospodin změní úděl svého lidu, bude Jákob jásat, Izrael se zaraduje“
Správní území obce dosahuje cca 1500 dunamů (1,5 kilometru čtverečního).

## Demografie
Podle údajů z roku 2014 tvořili naprostou většinu obyvatel v Jagel Židé (včetně statistické kategorie "ostatní", která zahrnuje nearabské obyvatele židovského původu ale bez formální příslušnosti k židovskému náboženství).
Jde o menší obec vesnického typu s dlouhodobě rostoucí populací. K 31. prosinci 2014 zde žilo 861 lidí. Během roku 2014 populace stoupla o 2,0 %.
| Rok            | 1961 | 1972 | 1983 | 1995 | 2001 | 2003 | 2004 | 2005 | 2006 | 2007 | 2008 | 2009 | 2010 | 2011 | 2012 | 2013 | 2014 |
| -------------- | ---- | ---- | ---- | ---- | ---- | ---- | ---- | ---- | ---- | ---- | ---- | ---- | ---- | ---- | ---- | ---- | ---- |
| Počet obyvatel | 284  | 362  | 374  | 443  | 628  | 659  | 668  | 676  | 698  | 708  | 736  | 796  | 803  | 810  | 830  | 844  | 861  |